# Vaginalverkehr

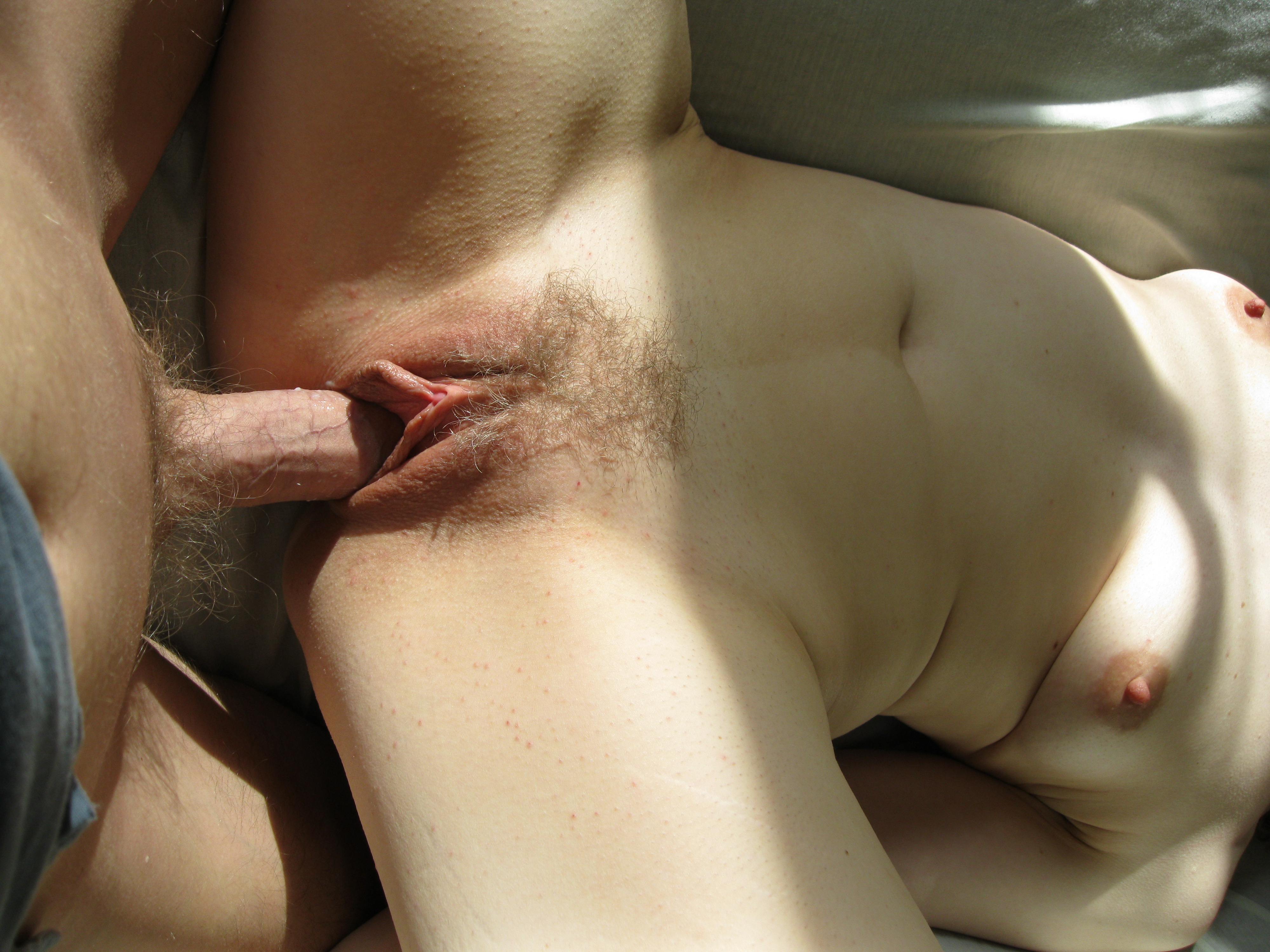
Eine Vagina umschließt die schon eingeführte Peniseichel bei Vaginalverkehr (Beginn der Penetration)

Vaginalverkehr (coitus per vaginam) ist ein Sexualakt beim Menschen, bei dem ein erigierter Penis in eine Vagina eingeführt wird. Der Vaginalverkehr ist die häufigste Form des Geschlechtsverkehrs zwischen Mann und Frau. 

## Beschreibung
Die Hauptmotivation für Vaginalsex ist meistens ein Verlangen nach sinnlichem Vergnügen, eine natürliche Folge davon ist die menschliche Fortpflanzung, welche die Evolution der Menschheit ermöglichte. Bei einvernehmlichem vaginalem Geschlechtsverkehr findet dieser zum Vergnügen und Entspannen oder zur Fortpflanzung oder auch beidem statt. Wenn er erzwungen wird, spricht man von Vergewaltigung. Vaginaler Geschlechtsverkehr ist der erste Schritt der Zeugung eines Menschen auf natürlichem Weg.
Dabei können beide Sexualpartner verschiedene Positionen zueinander einnehmen, zum Beispiel
- die Missionarsstellung (vis a fronte; wissenschaftlich ventro-ventrale Kopulation),
- der Coitus a tergo (vis a tergo; dorso-ventrale Kopulation[7]) oder
- die Reitstellung.

Voraussetzungen für einen natürlichen und vor allem schmerzlosen Vaginalverkehr sind in der Regel die Feuchtigkeit der Vagina, welche entweder durch ihre natürliche Sekretion bei sexueller Erregung entsteht oder auch durch Gleitcremes o. Ä. herbeigeführt werden kann, sowie ein erigierter Penis. Kommt es während des Vaginalverkehrs zur Ejakulation, wird der Samen in der Vagina nahe der Gebärmutter am Gebärmutterhals abgegeben, das ist im Allgemeinen eine der wesentlichen Voraussetzungen für die natürliche Zeugung von Nachkommen.
Die Scheidenwand weist in bestimmten Zonen vermehrt Sinnesrezeptoren auf. Wenn sowohl die extravaginal liegende Klitoris als auch die erogenen Regionen im Scheideninneren beim Vaginalverkehr durch den Penis genügend stimuliert werden, kommen viele Frauen zum Orgasmus (siehe Gräfenberg-Zone, AFE-Zone – umgangssprachlich, aber fachlich unzutreffend – A-Punkt oder andere). Versuche, die Gräfenberg-Zone wie auch die AFE-Zone anatomisch als eigenständige Organe oder Gewebe zu identifizieren, sind bislang nicht unwidersprochen gelungen und deshalb wissenschaftlich nicht abschließend gesichert.
Der Grund für diese Stimulierbarkeit der Scheidenwände wird unterschiedlich diskutiert; entsprechende Theorien sind nicht allgemein anerkannt; einerseits scheint das Auslösen der Ovulation denkbar, andererseits das Herbeiführen eines Orgasmus.

### Unmittelbare Einflussfaktoren beim Vaginalverkehr

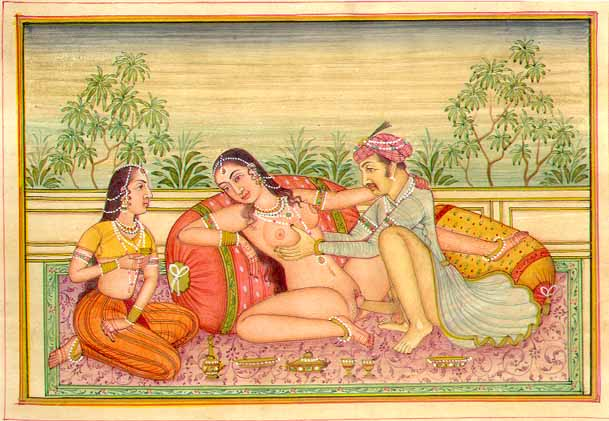
Darstellung des Vaginalverkehrs zur Illustration in einer Kamasutra-Ausgabe

Anhand der anatomisch-morphologischen Voraussetzungen beider Partner sind vielfältige Stellungen beim Vaginalverkehr möglich.
Um durch die penile Penetration während des Vaginalverkehrs eine Stimulation der intravaginalen, erogenen Zonen zu erreichen, ist bei der Frau zum einen ein schon vor dem Eindringen bestehendes entsprechendes sexuelles Erregungsniveau erforderlich (Vorspiel) und zum anderen sind ihren Bedürfnissen angepasste Stoßtechniken, die Eindringtiefe und die Winkel des Penis von Bedeutung.
Die Stimulation kann durch geeignete Körperpositionen verbessert werden, aber auch durch eine den Bedürfnissen entsprechende Technik bei den rhythmischen Vor- und Zurückbewegungen des Penis in Anpassung an die Bewegung des weiblichen Beckens und ihrer Genitalien. Der Winkel zwischen dem erigierten und penetrierenden Penis und dem männlichen Unterleib hat einen großen Einfluss auf das Erreichen des weiblichen Orgasmus; ebenso wichtig ist der penovaginale Winkel zwischen Penisschaft und Vagina. In der meist gebräuchlichen Missionarsstellung stimuliert der Penis häufig nicht ausreichend die obere vaginale Wand entlang der Harnröhre beziehungsweise die intravaginalen erogenen Zonen. Verändert man den Winkel, z. B. indem die Frau ihre Beine auf die Schultern ihres Partners legt und der Penis somit in einem steileren Winkel eindringt oder bei einem Eindringen von hinten, ist der Druck auf die Wand entlang der Harnröhre am größten. Das sexuelle Lustempfinden innerhalb der Vagina steht in engem Zusammenhang mit der Stärke der Beckenbodenmuskulatur. Der Zusammenhang wurde in zahlreichen Studien mittels Perineometrie nachgewiesen.

Stellungsvarianten
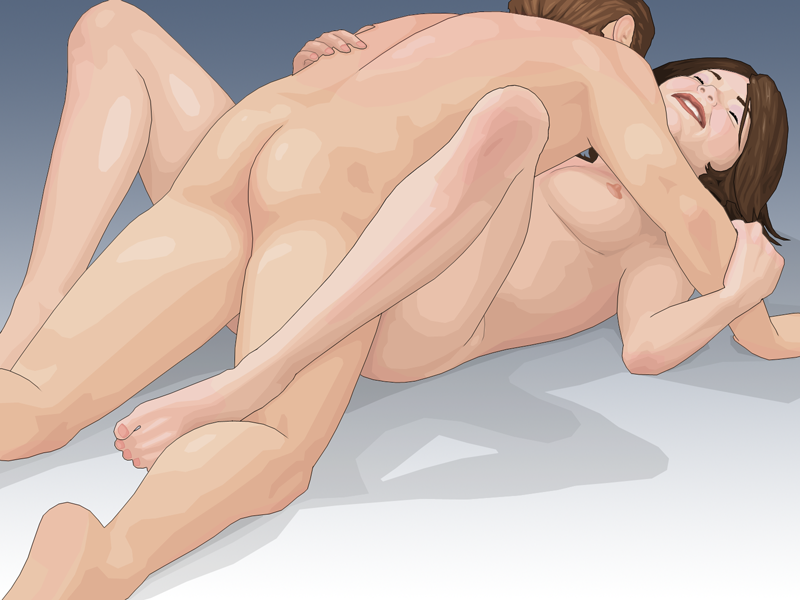
Bei der sogenannten Missionarsstellung kann der peno-vaginale Winkel für eine ausreichende Stimulation weniger günstig sein
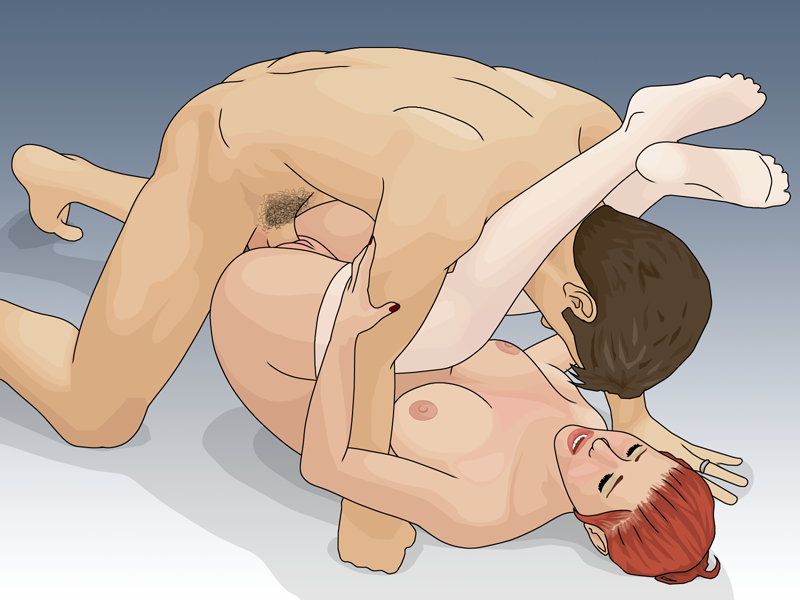
In dieser Position vermag der Penis in einem steileren Winkel in die Vagina einzudringen und das weibliche, vaginale Schwellkörpersystem besser zu stimulieren
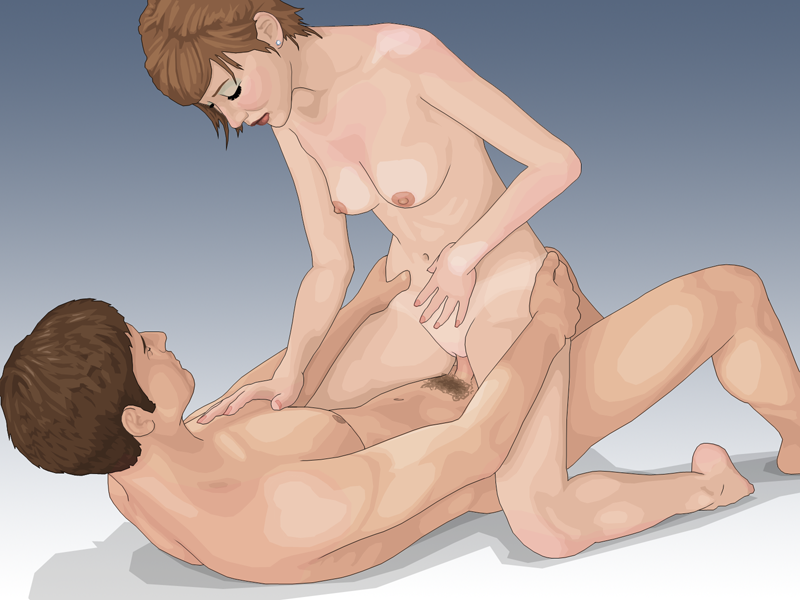
Vaginalverkehr mit Frau in Reiterstellung ermöglicht entspanntes, tiefes Eindringen des Penis in die Vagina ggf. bei gleichzeitiger manueller Stimulation der Eichel der Klitoris

## Krankheitsrisiken
Wie bei jeder anderen Form von Geschlechtsverkehr kann auch beim Vaginalverkehr eine Ansteckung mit sexuell übertragbaren Krankheiten stattfinden. Nicht alle dieser Infektionen verursachen immer Symptome. Am sichersten lassen sich die akuten und chronischen Gesundheitsschäden durch eine wirksame Krankheitsprävention vermeiden. Als Schutzmaßnahmen stehen Kondome, Impfungen gegen einzelne Erreger und eine Präexpositionsprophylaxe bei erhöhtem Risiko für eine HIV-Infektion zur Verfügung. Mechanisch besteht auch das Risiko einer Kohabitationsverletzung.

## Rechtliche Situation
Der Vaginalverkehr wird rechtlich als Beischlaf oder Beiwohnung (z. B. im BGB) bezeichnet.
Vaginalverkehr gehört zur Intimsphäre des Menschen. Sie unterliegt dem Schutz des allgemeinen Persönlichkeitsrechts (in Deutschland), dem allgemeinen bürgerlichen Gesetzbuch (in Österreich) oder entsprechenden gesetzlichen Schutzbestimmungen. Darüber hinaus kommen mit dem Sexualstrafrecht spezielle gesetzliche Bestimmungen zur Anwendung, die den Schutz des Rechtsguts der sexuellen Selbstbestimmung gewährleisten sollen und Straftaten gegen die sexuelle Selbstbestimmung unter Strafe stellen. 
Demnach sind sexuelle Handlungen erst nach Überschreiten des in dem jeweiligen Land geltenden Schutzalters erlaubt; vorher besteht für den strafmündigen Partner Strafbarkeit wegen sexuellen Missbrauch eines Kindes, wobei der Beischlaf häufig eine Qualifikation ist (z. B. in Deutschland nach § 176c Absatz 1 Nr. 2 StGB, der allerdings auch beischlafsähnliche Handlungen nennt).
Vaginalverkehr ohne gegenseitiges Einverständnis ist je nach Rechtsordnung strafbar, meist als Vergewaltigung.
Eine Bestrafung wegen Inzest ist in Deutschland, Österreich und der Schweiz nur bei Vaginalverkehr möglich.
Religionen machen verschiedene Vorgaben zum Umgang mit Sexualität. Den Status von Gesetzen haben sie in den meisten Rechtssystemen nicht. 
In Ländern, die ihrem Strafrecht die Scharia zugrunde legen, gilt Geschlechtsverkehr zwischen Unverheirateten als Zinā – im Koran in Sure 17:32 geregelt –, die unter anderem vorehelichen Geschlechtsverkehr als Verbrechen bewertet und mit der Hadd-Strafe belegt.